# 76 (číslo)
Sedmdesát šest je přirozené číslo. Následuje po číslu sedmdesát pět a předchází číslu sedmdesát sedm. Řadová číslovka je sedmdesátý šestý nebo šestasedmdesátý. Římskými číslicemi se zapisuje LXXVI.

## Matematika
76 je:
- deficientní číslo
- nešťastné číslo
- nepříznivé číslo.

## Chemie
- 76 je atomové číslo osmia, stabilní izotop s tímto neutronovým číslem mají 3 prvky (tellur, xenon a baryum); a nukleonové číslo čtvrtého nejběžnějšího izotopu selenu.[1]

## Kosmonautika
- STS-76 byla mise raketoplánu Atlantis. Cílem letu bylo třetí setkání raketoplánu s ruskou orbitální stanicí Mir.

## Roky
- 76
- 76 př. n. l.
- 1976